# Notrim

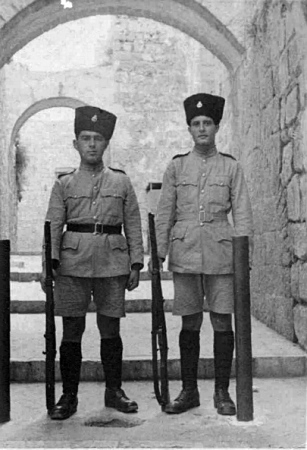
Notrim - "ghaffirs" (policiais especiais) em 1937.

O Notrim (em hebraico:  נוטרים, lit. Guardas; (singular: Noter) foi uma Força Policial Judaica estabelecida pelos britânicos no Mandato da Palestina em 1936 para ajudar a defender as vidas e propriedades dos judeus durante a revolta árabe de 1936-1939 na Palestina. A força foi dividida em Polícia Supernumerária e Polícia de Assentamento, altamente móvel. Os membros foram recrutados quase inteiramente do Haganá.
Como notrim, milhares de jovens tiveram sua primeira experiência de treinamento militar, que Moshe Shertok e Eliyahu Golomb citaram como um dos frutos da política de havlagah (moderação) do Haganá.

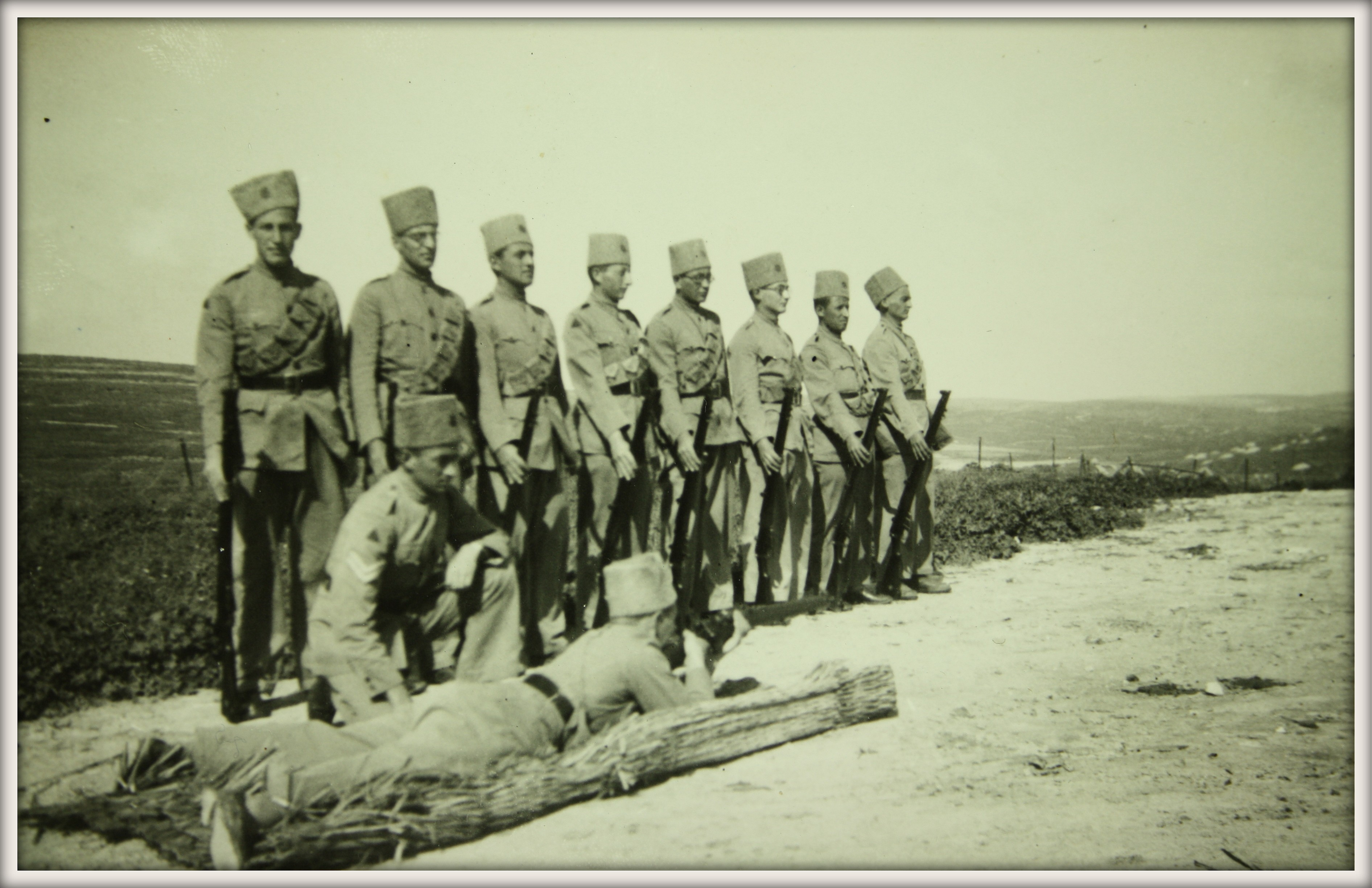
Notrim em Bat Shlomo, 1939. Cortesia da Biblioteca Nacional de Israel.

As autoridades britânicas mantiveram, financiaram e armaram os Notrim até o final do Mandato, embora soubessem que embora a força fosse nominalmente responsável perante a Força Policial Palestina, na verdade era controlada pelo Haganá.
Após a Segunda Guerra Mundial, o Notrim tornou-se o núcleo da Polícia Militar israelense.

## História na Segunda Guerra Mundial
Em 6 de agosto de 1940, Anthony Eden, o Secretário da Guerra britânico, informou ao Parlamento que o Gabinete decidira recrutar unidades árabes e judias como batalhões do Regimento Real do Leste de Kent (os "Buffs"). Em um almoço com Chaim Weizmann em 3 de setembro, Winston Churchill aprovou o recrutamento em grande escala de forças judaicas na Palestina e o treinamento de seus oficiais. Outros 10.000 homens (não mais que 3.000 da Palestina) deveriam ser recrutados para unidades judaicas do Exército Britânico para treinamento no Reino Unido.
Confrontado com o avanço do Marechal de Campo Rommel no Egito, o governo britânico decidiu em 15 de abril de 1941 que os 10.000 judeus dispersos nas companhias de defesa única dos Buffs deveriam ser preparados para o serviço de guerra no nível de batalhão e que outros 10.000 também deveriam ser mobilizados junto com 6.000 policiais supernumerários e 40.000 a 50.000 guardas nacionais. Os planos foram aprovados pelo Marechal de Campo John Dill.
O Executivo de Operações Especiais no Cairo aprovou uma proposta do Haganá para atividades de guerrilha no norte da Palestina lideradas pelo Palmach, como parte das quais Yitzhak Sadeh planejou o "Plano Norte" para um enclave armado na cordilheira do Carmelo, a partir do qual o Yishuv poderia defender a região e atacar as comunicações nazistas e linhas de abastecimento, se necessário. A inteligência britânica também treinou uma pequena rede de rádio sob o comando de Moshe Dayan para atuar como células de espionagem no caso de uma invasão alemã.

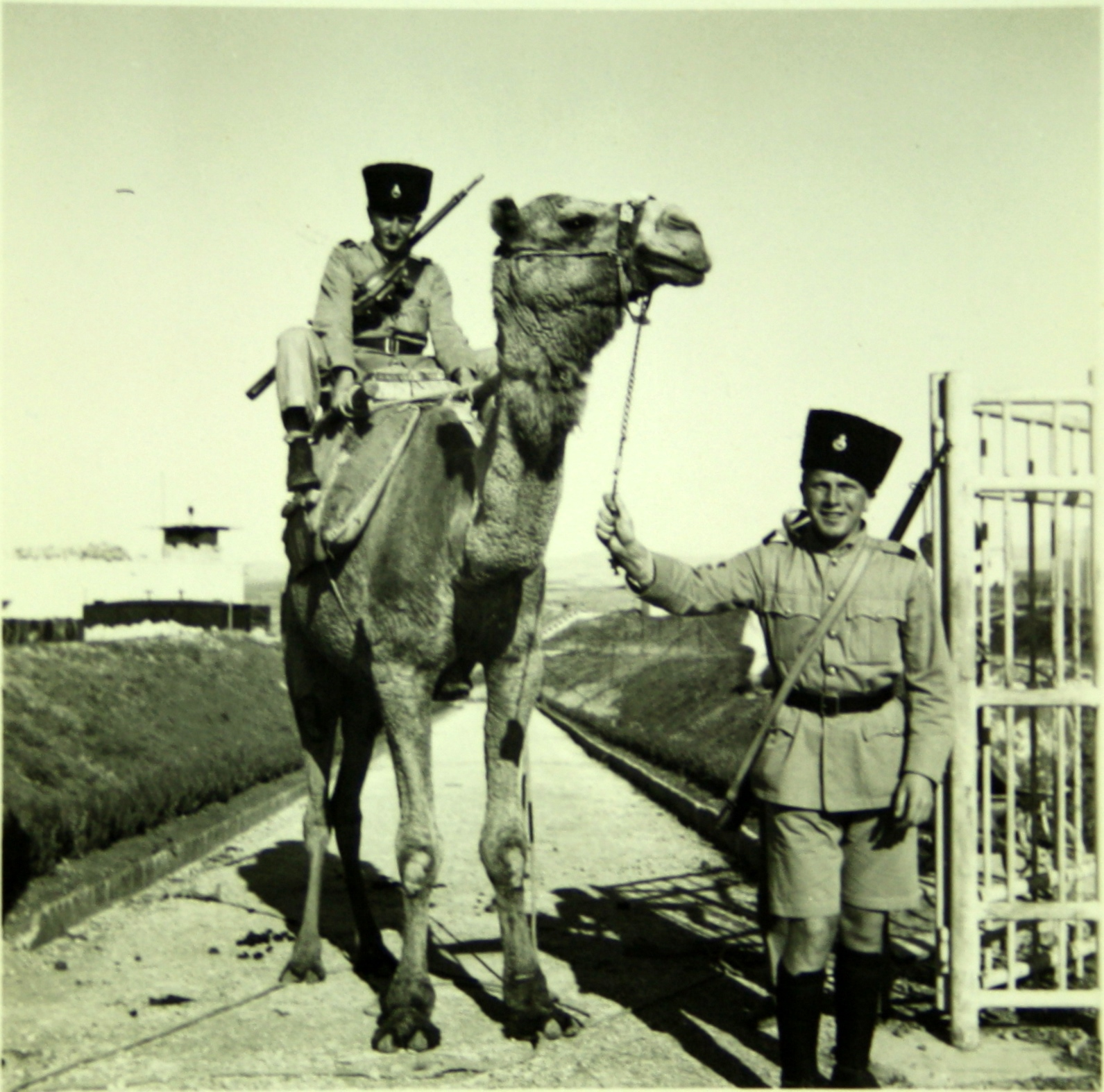
Notrim na delegacia de polícia de Saris, 1939. Cortesia da Biblioteca Nacional de Israel.